# Се Бриз (Северна Каролина)
Се Бриз (енгл. Sea Breeze) насељено је место без административног статуса у америчкој савезној држави Северна Каролина.

## Демографија
По попису из 2010. године број становника је 1.969, што је 657 (50,1%) становника више него 2000. године.
| Група             | 2000.         | 2010.         |
| Белци             | 1.061 (80,9%) | 1.721 (87,4%) |
| Афроамериканци    | 208 (15,9%)   | 162 (8,2%)    |
| Азијати           | 8 (0,6%)      | 22 (1,1%)     |
| Хиспаноамериканци | 20 (1,5%)     | 31 (1,6%)     |
| Укупно            | 1.312         | 1.969         |